# Phasia cylindrata
Phasia cylindrata är en tvåvingeart som beskrevs av Sun 2003. Phasia cylindrata ingår i släktet Phasia och familjen parasitflugor. Inga underarter finns listade i Catalogue of Life.